# Liste der russischen Botschafter in Belarus
owilenskaja uliza, russisch ул. Нововиленская, 1А in Minsk.
| Ernannt am    | mit präsidialem Dekret | Name                                | russisch                        | Bemerkungen | Ernannt während der Regierung von | akkreditiert während der Regierung von                                   | Entlassen am  | mit präsidialem Dekret |
| ------------- | ---------------------- | ----------------------------------- | ------------------------------- | --- | --------------------------------- | ------------------------------------------------------------------------ | ------------- | ---------------------- |
| 7. Aug. 1992  | № 888/1992             | Igor Alexandrowitsch Saprykin       | Игорь Александрович Сапрыкин    | (* 1938 in Moskau) studierte von 1956 bis 1961 an der Universität des sowjetischen Außenministeriums in Moskau, 1961 bis 1966 an der sowjetischen Botschaft in London, 2. November 1996 – 26. Juli 2000: Botschafter in Tirana. | Boris Nikolajewitsch Jelzin       | Wjatschaslau Kebitsch                                                    | 25. Nov. 1996 | № 1602/1996            |
| 25. Nov. 1996 | № 1603/1996            | Waleri Wassiljewitsch Loschtschinin | Валерий Васильевич Лощинин      | (* 11. September 1940) | Boris Nikolajewitsch Jelzin       | Sjarhej Linh                                                             | 24. Feb. 1999 | № 242/1999             |
| 24. Feb. 1999 | № 243/1999             | Wjatscheslaw Iwanowitsch Dolgow     | Вячеслав Иванович Долгов        | (* 31. Juli 1937) | Boris Nikolajewitsch Jelzin       | Sjarhej Linh                                                             | 17. Juni 2002 | № 597/2002             |
| 26. Juli 2002 | № 783/2002             | Alexander Wiktorowitsch Blochin     | Александр Викторович Блохин     | | Wladimir Wladimirowitsch Putin    | Henads Nawizki                                                           | 14. Juli 2005 | № 799/2005             |
| 14. Juli 2005 | № 800/2005             | Dmitri Fjodorowitsch Ajazkow        | Дмитрий Федорович Аяцков        | | Wladimir Wladimirowitsch Putin    | Sjarhej Sidorski                                                         | 30. Nov. 2005 | № 1379/2005            |
| 6. Feb. 2006  | № 79/2006              | Alexander Alexandrowitsch Surikow   | Александр Александрович Суриков | | Wladimir Wladimirowitsch Putin    | Sjarhej Sidorski, Michail Mjasnikowitsch, Andrej Kabjakou, Sjarhej Rumas | 24. Aug. 2018 |                        |
| 24. Aug. 2018 |                        | Michail Wiktorowitsch Babitsch      | Михаил Викторович Бабич         | | Wladimir Wladimirowitsch Putin    | Sjarhej Rumas                                                            | 30. Apr. 2019 |                        |
| 30. Apr. 2019 |                        | Dimitri Fedorowitsch Mesenzew       | Дмитрий Фёдорович Мезенцев      | | Wladimir Wladimirowitsch Putin    | Sjarhej Rumas, Raman Haloutschanka                                       | 19. März 2021 |                        |
| 19. März 2021 |                        | Jewgeni Wladimirowitsch Lukjanow    | Евгений Владимирович Лукьянов   | | Wladimir Wladimirowitsch Putin    | Raman Haloutschanka                                                      |               |                        |